# Winter Vinecki
Winter Lee Vinecki (ur. 18 grudnia 1998 w Grand Rapids) – amerykańska narciarka dowolna, specjalizująca się w skokach akrobatycznych.
Po raz pierwszy na arenie międzynarodowej pojawiła się 21 grudnia 2012 roku w Park City, gdzie w zawodach Nor-Am Cup zajęła dziesiąte miejsce. W kwietniu 2017 roku wystąpiła na mistrzostwach świata juniorów w Chiesa in Valmalenco, zdobywając srebrny medal. W Pucharze Świata zadebiutowała 14 stycznia 2017 roku w Lake Placid, zajmując 17. miejsce. Tym samym już w debiucie zdobyła pierwsze pucharowe punkty. Na podium zawodów tego cyklu pierwszy raz stanęła 23 stycznia 2021 roku w Moskwie, wygrywając rywalizację. W zawodach tych wyprzedziła Laurę Peel z Australii i Kanadyjkę Marion Thénault.
W 2019 roku wystąpiła na mistrzostwach świata w Deer Valley, gdzie zajęła 18. miejsce. Na rozgrywanych trzy lata później igrzyskach olimpijskich w Pekinie była piętnasta.

## Osiągnięcia

### Igrzyska olimpijskie
| Miejsce | Dzień     | Rok  | Miejscowość | Konkurencja        | Zwyciężczyni |
| ------- | --------- | ---- | ----------- | ------------------ | ------------ |
| 15.     | 14 lutego | 2022 | Pekin       | Skoki akrobatyczne | Xu Mengtao   |

### Mistrzostwa świata
| Miejsce | Dzień    | Rok  | Miejscowość | Konkurencja        | Zwyciężczyni          |
| ------- | -------- | ---- | ----------- | ------------------ | --------------------- |
| 18.     | 6 lutego | 2019 | Deer Valley | Skoki akrobatyczne | Alaksandra Ramanouska |
| DNS.    | 10 marca | 2021 | Ałmaty      | Skoki akrobatyczne | Laura Peel            |

### Puchar Świata

#### Miejsca w klasyfikacji generalnej
- sezon 2016/2017: 25.
- sezon 2017/2018: 40.
- sezon 2018/2019: 7.
- sezon 2019/2020: 10.

Od sezonu 2020/2021 klasyfikacja skoków akrobatycznych jest jednocześnie klasyfikacją generalną.
- sezon 2020/2021: 2.
- sezon 2021/2022: 14.

#### Miejsca na podium w zawodach
1. Moskwa – 23 stycznia 2021 (skoki) – 1. miejsce
2. Raubiczy – 30 stycznia 2021 (skoki) – 3. miejsce
3. Deer Valley – 6 lutego 2022 (skoki) – 2. miejsce